# Zwart-rode vliegenvanger
De zwart-rode vliegenvanger (Ficedula nigrorufa) is een zangvogel uit de familie van vliegenvangers (Muscicapidae). Het is een voor uitsterven gevoelige endemische vogelsoort in zuidwestelijk India.

## Kenmerken
De vogel is 11 tot 13 cm lang en weegt 7 tot 10 g. Het is een kleine gedrongen vliegenvanger. Het mannetje heeft een zwarte kop en zwarte vleugeldekveren en is verder oranjebruin van boven en op de borst en buik. Het vrouwtje verschilt niet zo veel van het mannetje, maar is doffer gekleurd.

## Verspreiding en leefgebied
Deze soort is endemisch in zuidwestelijk India in de gebergteketen West-Ghats, alwaar de vogel een bewoner is van bossen, maar ook plantages van onder andere koffie op hellingen boven de 700 m boven zeeniveau. Voorwaarde is de aanwezigheid van een rijke ondergroei op rotsige bodems met veel bladafval. De vogel verblijft voornamelijk in de ondergroei.

## Status
De zwart-rode vliegenvanger heeft een beperkt verspreidingsgebied en daardoor is de kans op uitsterven aanwezig. De grootte van de populatie is niet gekwantificeerd. De populatie-aantallen nemen echter af door habitatverlies. Het leefgebied wordt aangetast door overbevolking, de aanleg van infrastructuur en ontbossing waarbij natuur wordt omgezet in gebied voor intensief agrarisch gebruik zoals beweiding en menselijke bewoning. Om deze redenen staat deze soort als gevoelig op de Rode Lijst van de IUCN.